# Lesdins
Lesdins est une commune française située dans le département de l'Aisne, en région Hauts-de-France.

## Géographie

### Communes limitrophes

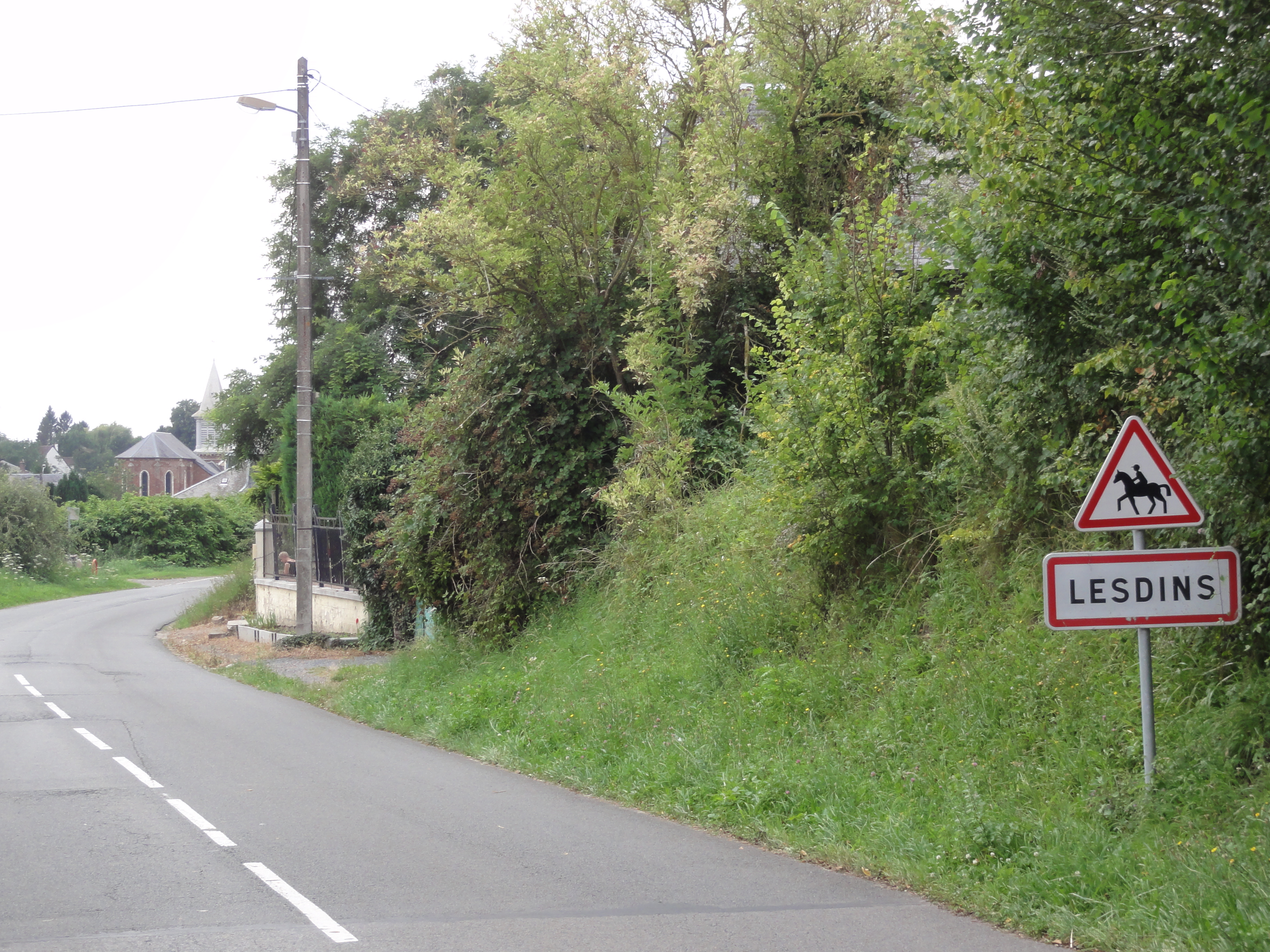
Entrée de Lesdins.

|            | Levergies        | Sequehart  |
| Lehaucourt | Lesdins          | Remaucourt |
| Omissy     | Morcourt (Aisne) |            |

### Hydrographie

#### Réseau hydrographique
La commune est située dans le bassin Artois-Picardie. Elle est drainée par la Somme la rivière, le canal de St-Quentin bief de partage de l'écluse 18 Lesdins à l'écluse 17 Bosquet, le canal de St-Quentin vers la Somme le canalisée, le fossé des fontaine ferree, la rigole du Noirieux et divers autres petits cours d'eau.
La Somme est un fleuve du nord de la France, en région Hauts-de-France, qui traverse les deux départements de l'Aisne et de la Somme. Il prend sa source dans la commune de Fonsomme et se jette  dans la Manche par la baie de Somme entre Le Crotoy et Saint-Valery-sur-Somme.
Le canal de Saint-Quentin, long de 92,5 km, assure la jonction entre l'Oise, la Somme et l'Escaut et met en relation le Bassin parisien, le Nord de la France et la Belgique. La commune est traversée par le bief de partage.

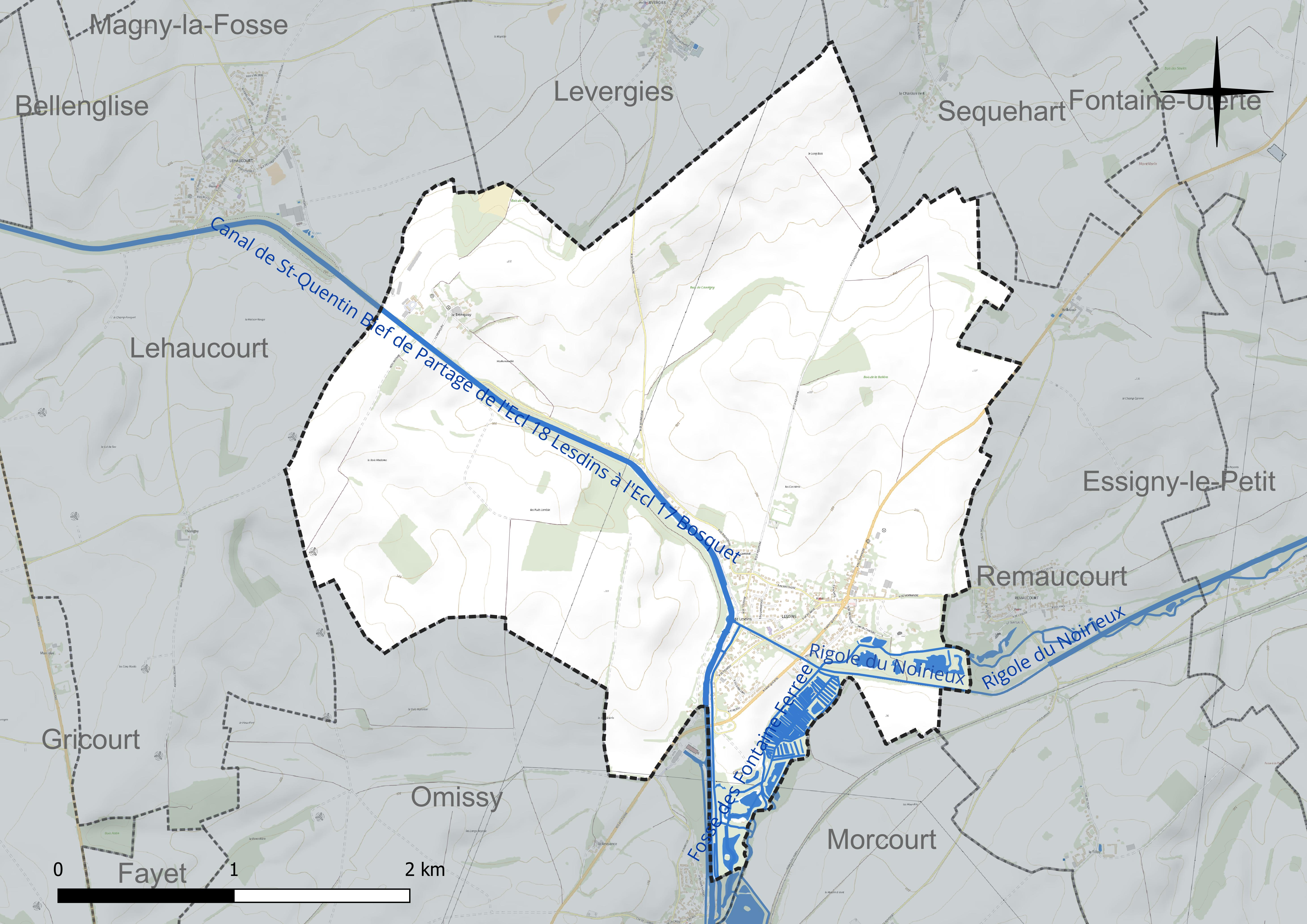
Réseau hydrographique de Lesdins.

Le canal de Saint-Quentin, long de 92,5 km, assure la jonction entre l'Oise, la Somme et l'Escaut et met en relation le Bassin parisien, le Nord de la France et la Belgique.

#### Gestion et qualité des eaux
Le territoire communal est couvert par le schéma d'aménagement et de gestion des eaux (SAGE) « Haute Somme ». Ce document de planification concerne un territoire de 1 798 km2 de superficie, délimité par le bassin versant de la Haute Somme est constitué d'un réseau hydrographique complexe de cours d'eau, de marais, d'étangs et de canaux. Le périmètre a été arrêté le 21 avril 2006 et le SAGE proprement dit a été approuvé le 15 juin 2017. La structure porteuse de l'élaboration et de la mise en œuvre est le syndicat mixte d'aménagement hydraulique du bassin versant de la Somme (AMEVA).
La qualité des cours d'eau peut être consultée sur un site dédié géré par les agences de l'eau et l'Agence française pour la biodiversité.

### Climat
Pour des articles plus généraux, voir Climat des Hauts-de-France et Climat de l'Aisne.
En 2010, le climat de la commune est de type climat océanique dégradé des plaines du Centre et du Nord, selon une étude du CNRS s'appuyant sur une série de données couvrant la période 1971-2000. En 2020, Météo-France publie une typologie des climats de la France métropolitaine dans laquelle la commune est dans une zone de transition entre le climat océanique et le climat océanique altéré et est dans la région climatique Nord-est du bassin Parisien, caractérisée par un ensoleillement médiocre, une pluviométrie moyenne régulièrement répartie au cours de l'année et un hiver froid (3 °C).
Pour la période 1971-2000, la température annuelle moyenne est de 10,3 °C, avec une amplitude thermique annuelle de 14,8 °C. Le cumul annuel moyen de précipitations est de 714 mm, avec 11,6 jours de précipitations en janvier et 8,8 jours en juillet. Pour la période 1991-2020, la température moyenne annuelle observée sur la station météorologique la plus proche, située sur la commune de Fontaine-lès-Clercs à 13 km à vol d'oiseau, est de 10,8 °C et le cumul annuel moyen de précipitations est de 683,4 mm,. Pour l'avenir, les paramètres climatiques de la commune estimés pour 2050 selon différents scénarios d'émission de gaz à effet de serre sont consultables sur un site dédié publié par Météo-France en novembre 2022.

## Urbanisme

### Typologie
Au 1er janvier 2024, Lesdins est catégorisée commune rurale à habitat dispersé, selon la nouvelle grille communale de densité à 7 niveaux définie par l'Insee en 2022.
Elle est située hors unité urbaine. Par ailleurs la commune fait partie de l'aire d'attraction de Saint-Quentin, dont elle est une commune de la couronne,. Cette aire, qui regroupe 120 communes, est catégorisée dans les aires de 50 000 à moins de 200 000 habitants,.

### Occupation des sols

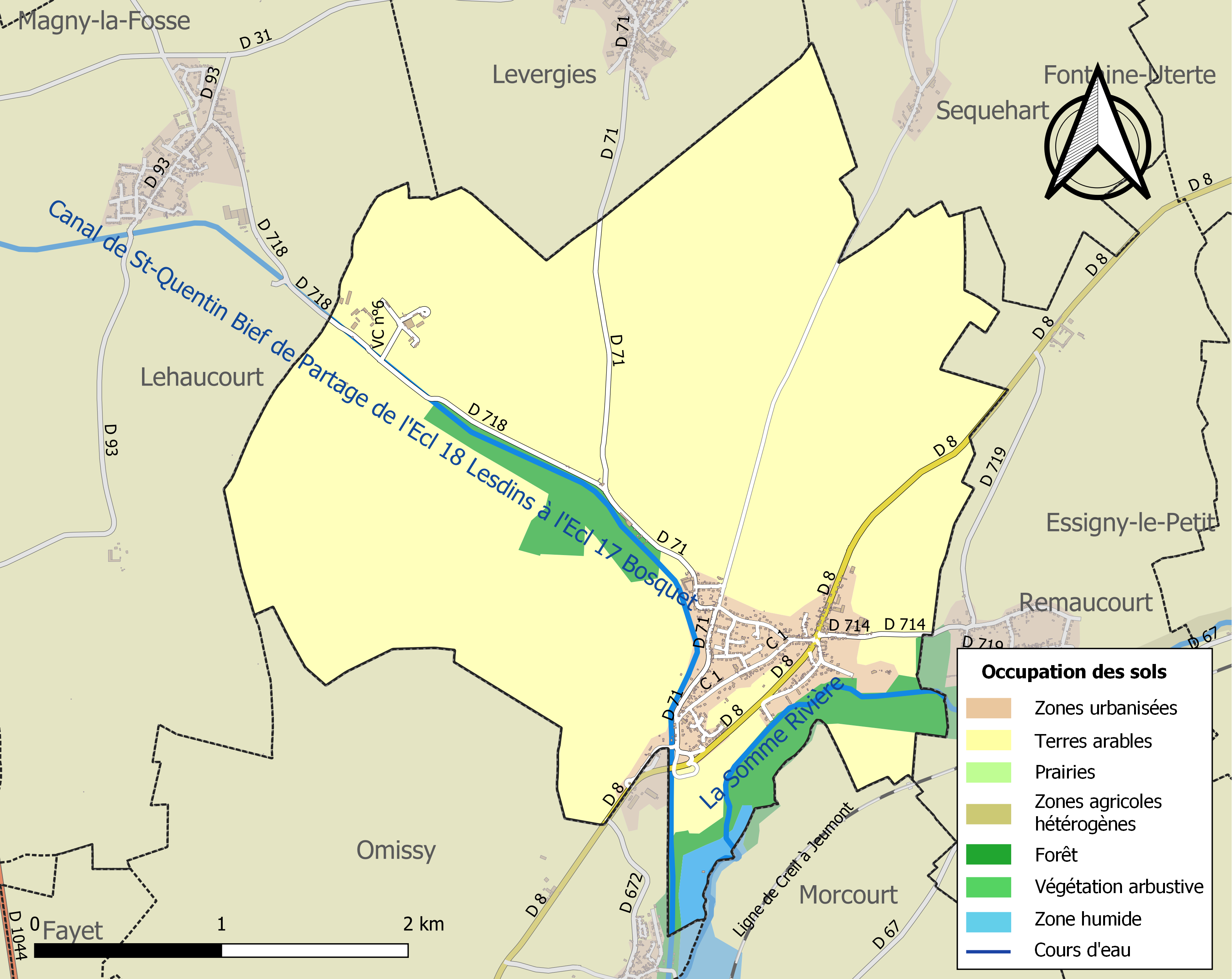
Carte de l'occupation des sols de la commune en 2018 (CLC).

L'occupation des sols de la commune, telle qu'elle ressort de la base de données européenne d'occupation biophysique des sols Corine Land Cover (CLC), est marquée par l'importance des territoires agricoles (87 % en 2018), en diminution par rapport à 1990 (88,2 %). La répartition détaillée en 2018 est la suivante : 
terres arables (87 %), forêts (6,5 %), zones urbanisées (5,7 %), eaux continentales (0,8 %).

L'évolution de l'occupation des sols de la commune et de ses infrastructures peut être observée sur les différentes représentations cartographiques du territoire : la carte de Cassini (XVIIIe siècle), la carte d'état-major (1820-1866) et les cartes ou photos aériennes de l'IGN pour la période actuelle (1950 à aujourd'hui).

## Toponymie
Le village apparaît pour la première fois en 1146 sous son appellation actuelle Lesdin dans un cartulaire de l'Abbaye de Longpont. In territorio de Lesdino[Quand ?], Lesding[Quand ?], Lesdaing[Quand ?], Laisdin[Quand ?], Lesdain[Quand ?], Lédin[Quand ?], Lesdains[Quand ?], Lesdin sur la Carte de Cassini vers 1750 et enfin l'orthographe actuelle Lesdins au XIXe siècle.

## Histoire
|  |
|  |

Au XVIIIe siècle, Antoine-Alexandre Chauvenet, chevalier, est seigneur de Lesdins (orthographié Lesdain ). Ila épousé Anne-Madeleine de Berville.
Philippe-Antoine Chauvenet, écuyer, fils d'Antoine-Alexandre, est seigneur de Lesdins après son père. Il devient capitaine au régiment de Cambis infanterie et chevalier de Saint-Louis. Il prend pour femme par contrat le 16 mai 1759, et religieusement le lendemain Marie-Louise-Joseph Obert, née à La Chapelle-d'Armentières le 16 avril 1726, entrée à la Noble famille de Lille (initialement une maison pour jeunes filles nobles de parents déchus) le 8 septembre 1733, fille de Maximilien-François Obert, écuyer, seigneur de Courtembus (sur La Chapelle-d'Armentières) et de Marie-Françoise d'Hangre.

Carte de Cassini 
 La carte de Cassini ci-contre montre qu'au milieu du XVIIIè siècle, Lesdins est une paroisse qui possède un château. Le village est situé au nord du cours de la Somme qui formait, comme aujourd'hui de nombreux étangs et des zones marécageuses. Un moulin à eau est installé sur le cours de la Somme.

Au nord, le hameau du Tronquoy qui appartenait alors à l'Abbaye de Longpont est mentionné Troncoi, Troncoit, Molendinum de Tronkoy « moulin de Tronquoy ».
Canal de Saint-Quentin 
Inauguré en 1810 par Napoléon, le Canal de Saint-Quentin apporta un important essor économique au village avec l'implantation d'un quai de chargement et l'établissement de nombreux commerces jusque dans les années 1980. Situé à l'entrée du tunnel du Tronquoy, les nombreuses péniches  attendaient le toueur pour traverser en convoi ce tunnel et celui de Riqueval. avec l'implantation d'un quai de chargement et l'établissement de nombreux commerces jusque dans les années 1980. 
La sucrerie
Une sucrerie fut créée en 1870 par Charles Lemaire au bord du canal. Détruite en octobre 1918 lors des combats pour la libération du secteur, elle fut remplacée par une simple râperie en 1919. Celle-ci cessa son activité à la fin des années 60.
L'ancienne ligne de chemin de fer du Cambrésis
La ligne de chemin de fer du Cambrésis a fonctionné de 1892 à 1954. Chaque jour, 6 trains partis de la gare du Cambrésis à Saint-Quentin, s'arrêtaient à Lesdins et partaient en direction de Cambrai et 6 autres venaient de Cambrai pour se diriger vers Saint-Quentin.  La gare, située près du canal, est transformée aujourd'hui en habitation (voir les horaires).
Première guerre mondiale
Après la bataille des frontières du  7 au 24 août 1914, devant les pertes subies, l'état-major français décide de battre en retraite depuis la Belgique. Le 28 août 1914, les Allemands s'emparent du village et poursuivent leur route vers l'ouest. Dès lors commença l'occupation  qui dura jusqu'au début de 1917. Pendant toute cette période, Lesdins restera loin des combats, le front se situant à une quarantaine de kilomètres à l'ouest vers Péronne. Le village servira de base arrière pour l'armée allemande.

En février 1917, le général Hindenburg décida de la création d'une ligne défense à l'arrière du front ; cette ligne Hindenburg de fortifications s'appuie sur le canal de Saint-Quentin. Lesdins et la butte du Tronquoy sont donc stratégiques. Les habitants du village sont évacués par les Allemands à l'arrière.
En septembre 1918, devant l'offensive des Alliés sur le front les Allemands cèdent du terrain peu à peu. Le 30 septembre, les troupes anglaises et australiennes se heurtent, à l'armée allemande. Pendant plusieurs jours, le village sera l'objet de nombreux combats.

Le tunnel de Lesdins traverse une colline que couronnent le château et le haneau du Tronquoy. Le Tronquoy! Combien de mères anglaises ont maudit ce lieu. On s'y esty battu avec fureur et l'aspect seul de l'endroit indique pourquoi. C'est un observatoire unique où l'on domine à 20 km à la ronde. Hindenburg y tenait. Et sa ligne fameuse avait là un de ses points d'appui principaux. ( André Morizet dans le journal L'Humanité du 9 juillet 1919).
Au cours de ces combats, les bombardements ont provoqué de nombreuses destructions.
Après l'Armistice, peu à peu, les habitants évacués sont revenus, mais la population de 710 habitants en 1911 ne sera plus que de 428 en 1921 .
Vu les souffrances endurées par la population pendant les quatre années d'occupation et les dégâts aux constructions, la commune s'est vu décerner la Croix de guerre 1914-1918 (France) le 26 octobre 1920. Sur le monument aux morts sont inscrits les noms des 28 soldats de la commune Morts pour la France ainsi que de 2 victimes civiles.

## Politique et administration

La communauté d'agglomération du Saint-Quentinois dans le département de l'Aisne.

### Rattachements administratifs et électoraux
La commune se trouve dans l'arrondissement de Saint-Quentin du département de l'Aisne. Pour l'élection des députés, elle fait partie de la deuxième circonscription de l'Aisne.
Elle faisait partie depuis 1801 du canton de Saint-Quentin. Celui-ci a été scindé par décret du 23 juillet 1973 et la commune rattachée au canton de Saint-Quentin-Nord. Dans le cadre du redécoupage cantonal de 2014 en France, elle est désormais intégrée au canton de Saint-Quentin-2.

### Intercommunalité
La commune faisait partie de la communauté d'agglomération de Saint-Quentin, créée fin 1999 et qui succédait au district de Saint-Quentin, créé le 9 février 1960, rassemblant à l'origine 11 communes afin notamment de créer et développer des zones industrielles.
Dans le cadre des dispositions de la loi portant nouvelle organisation territoriale de la République (Loi NOTRe) du 7 août 2015, qui prévoit que les établissements publics de coopération intercommunale (EPCI) à fiscalité propre doivent avoir un minimum de 15 000 habitants (sous réserve de certaines dérogations bénéficiant aux territoires de très faible densité), le préfet de l'Aisne a adopté un nouveau schéma départemental de coopération intercommunale par arrêté du 30 mars 2016 qui prévoit notamment la fusion de la  communauté de communes du canton de Saint-Simon et de la communauté d'agglomération de Saint-Quentin, aboutissant au regroupement de 39 communes comptant 83 287 habitants.
Cette fusion est intervenue le 1er janvier 2017, et la commune est désormais membre de la communauté d'agglomération du Saint-Quentinois.

### Liste des maires
| Période                                  | Période                       | Identité         | Étiquette | Qualité                                                   |
| ---------------------------------------- | ----------------------------- | ---------------- | --------- | --------------------------------------------------------- |
| Les données manquantes sont à compléter. |                               |                  |           |                                                           |
|                                          |                               | Alain Richet     |           |                                                           |
| Les données manquantes sont à compléter. |                               |                  |           |                                                           |
| mars 2001                                | mars 2008                     | Michel Favereaux |           |                                                           |
| mars 2008                                | mars 2014                     | Gérard Defrance  |           |                                                           |
| mars 2014,                               | En cours (au 12 juillet 2020) | Fabien Blondel   | DVD       | Retraité Fonction publique Réélu pour le mandat 2020-2026 |

## Population et société

### Démographie
L'évolution du nombre d'habitants est connue à travers les recensements de la population effectués dans la commune depuis 1793. Pour les communes de moins de 10 000 habitants, une enquête de recensement portant sur toute la population est réalisée tous les cinq ans, les populations de référence des années intermédiaires étant quant à elles estimées par interpolation ou extrapolation. Pour la commune, le premier recensement exhaustif entrant dans le cadre du nouveau dispositif a été réalisé en 2008.

En 2022, la commune comptait 808 habitants, en évolution de −2,88 % par rapport à 2016 (Aisne : −1,97 %, France hors Mayotte : +2,11 %).
| 1793 | 1800 | 1806 | 1821 | 1831 | 1836 | 1841 | 1846 | 1851 |
| ---- | ---- | ---- | ---- | ---- | ---- | ---- | ---- | ---- |
| 255  | 286  | 324  | 345  | 389  | 420  | 456  | 460  | 554  |

| 1856 | 1861 | 1866 | 1872 | 1876 | 1881 | 1886 | 1891 | 1896 |
| ---- | ---- | ---- | ---- | ---- | ---- | ---- | ---- | ---- |
| 596  | 665  | 606  | 663  | 768  | 724  | 723  | 698  | 708  |

| 1901 | 1906 | 1911 | 1921 | 1926 | 1931 | 1936 | 1946 | 1954 |
| ---- | ---- | ---- | ---- | ---- | ---- | ---- | ---- | ---- |
| 808  | 779  | 710  | 428  | 553  | 521  | 501  | 445  | 778  |

| 1962 | 1968 | 1975 | 1982 | 1990 | 1999 | 2006 | 2008 | 2013 |
| ---- | ---- | ---- | ---- | ---- | ---- | ---- | ---- | ---- |
| 529  | 544  | 546  | 824  | 855  | 750  | 797  | 811  | 835  |

| 2018 | 2022 | - | - | - | - | - | - | - |
| ---- | ---- | - | - | - | - | - | - | - |
| 833  | 808  | - | - | - | - | - | - | - |

### Sports
Le village est représenté par un club de football amateur, le FCL, qui compte deux équipes de seniors (l'une en 2e division de district, l'autre fraîchement constituée démarre en 4e division), ainsi que plusieurs équipes de jeunes. Il compte aussi l'un des plus grands centres équestres de la région[réf. nécessaire].

## Culture locale et patrimoine

### Lieux et monuments
- Église Saint-Quentin.
- Monument aux morts.
- Le château de Lesdins, construit vers 1875, propriété privée de la famille de Chauvenet[41].

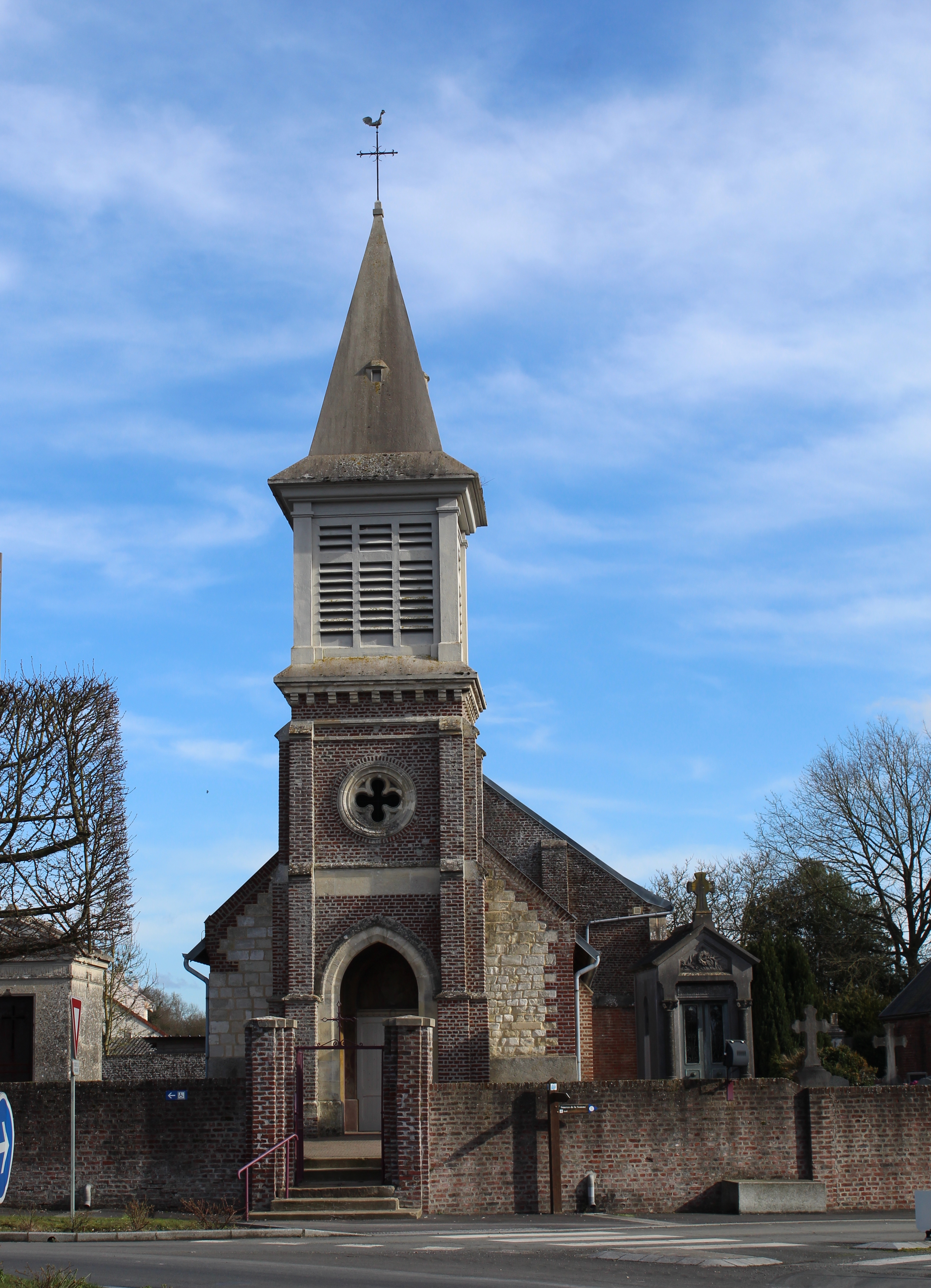
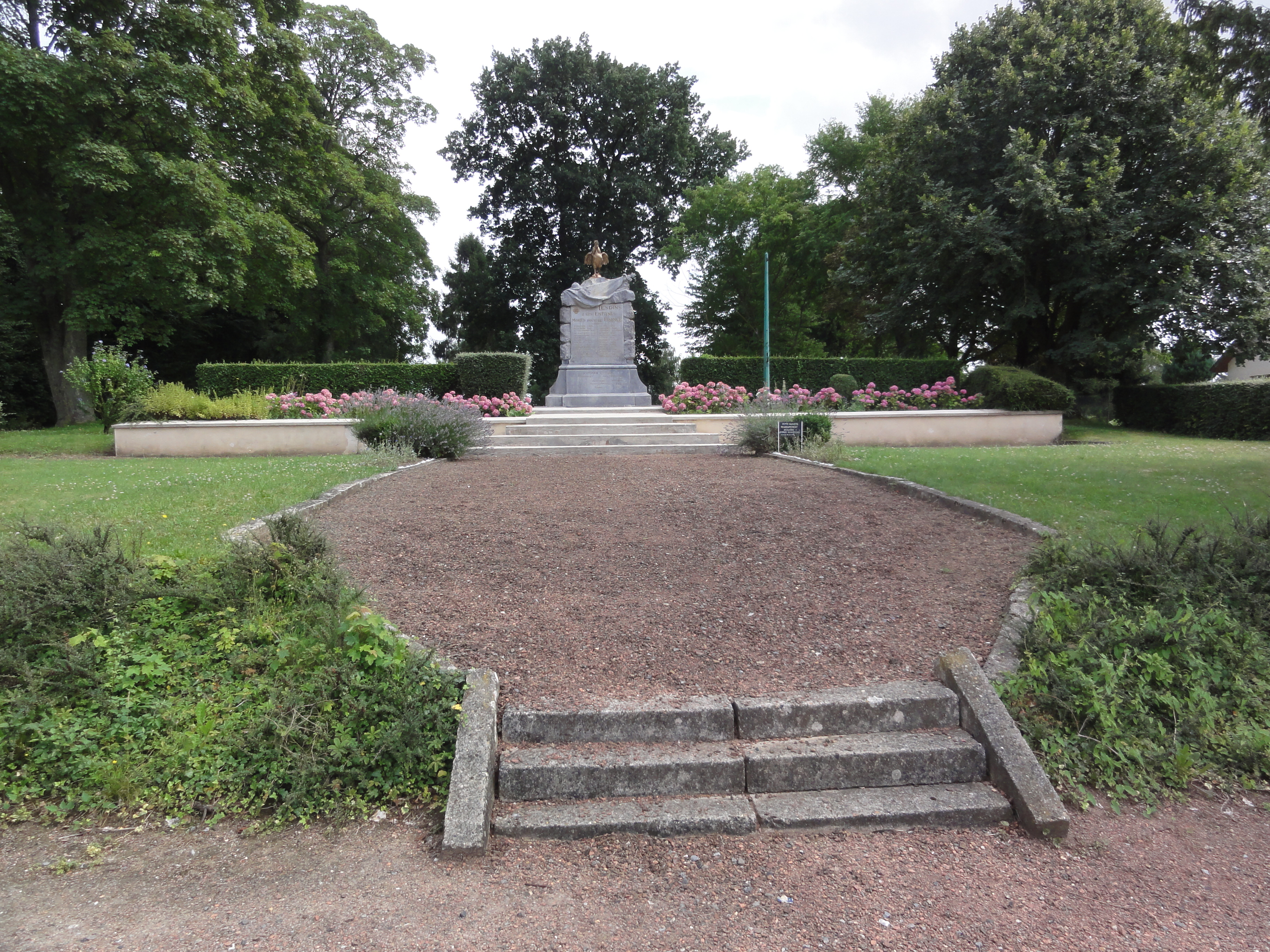
Le monument aux morts.
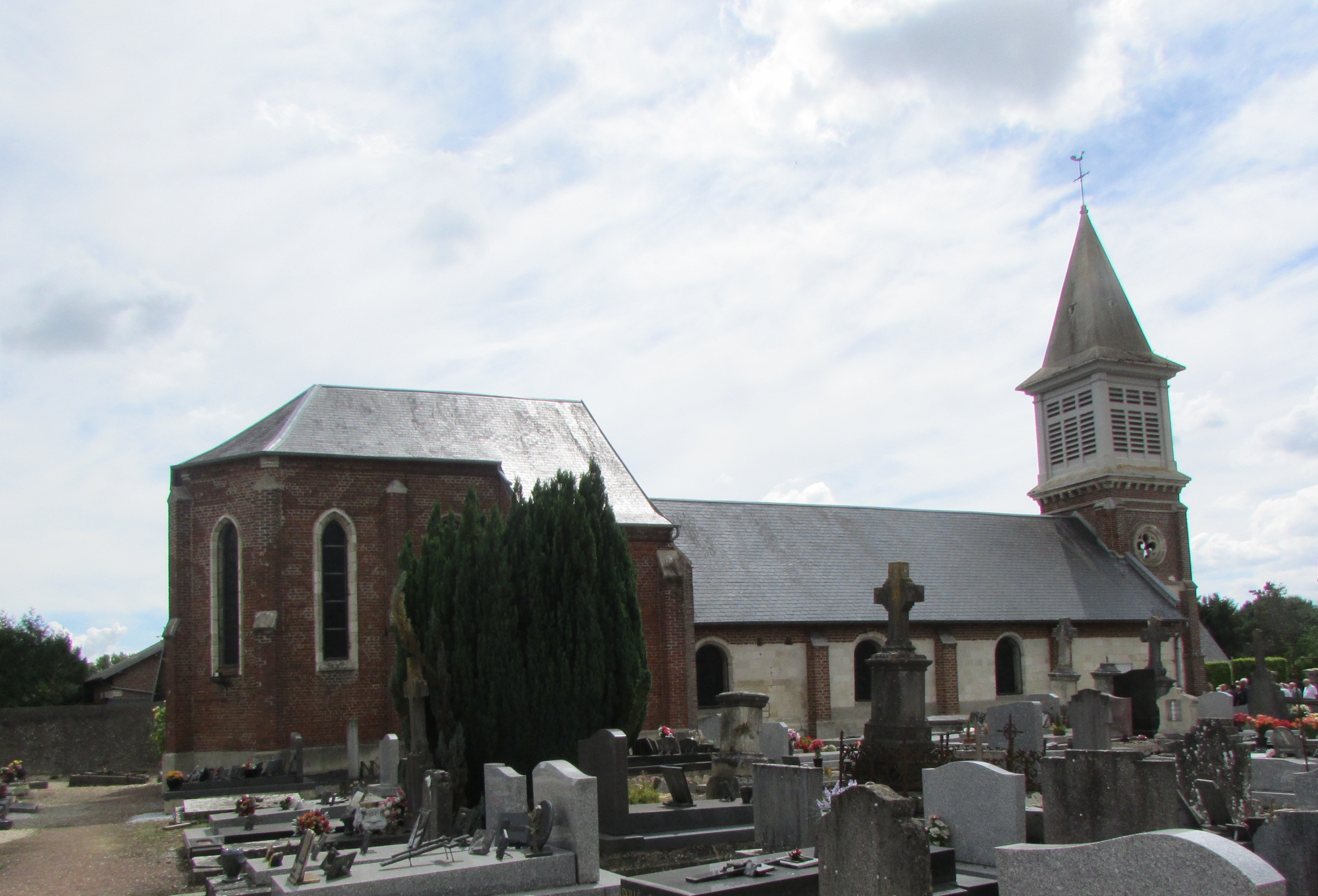
L'église vue du cimetière.
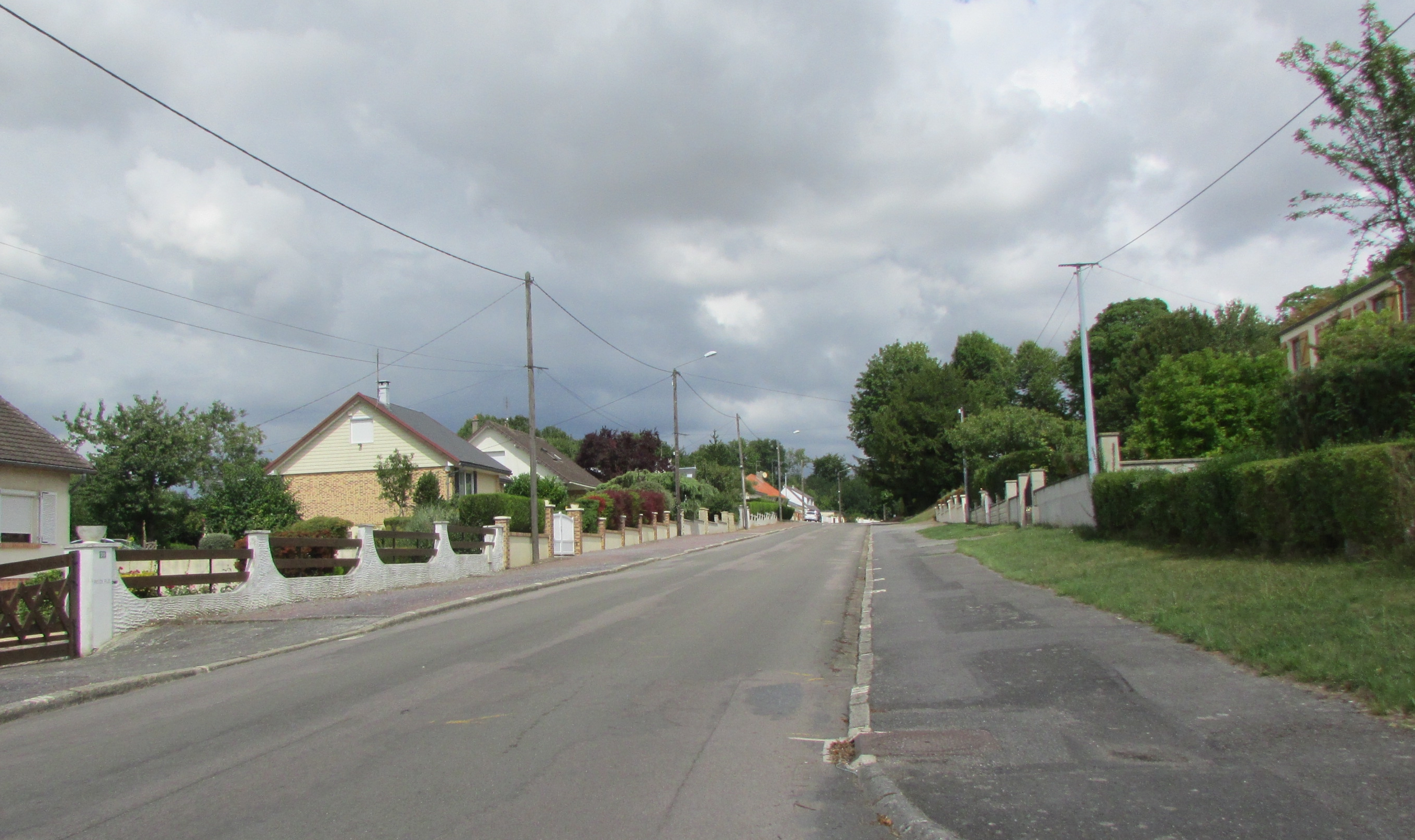
La rue de Picardie.
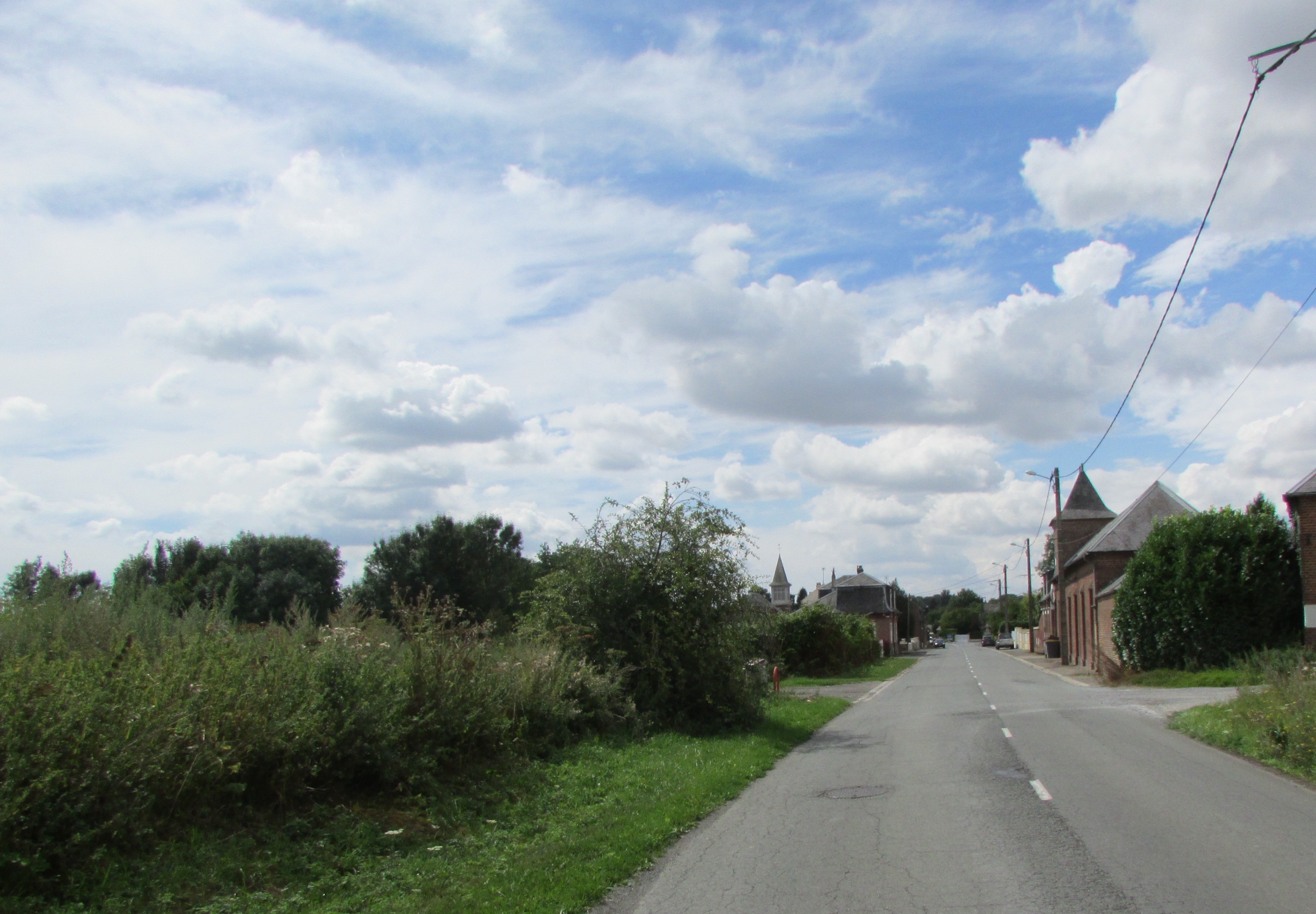
La rue de Normandie.
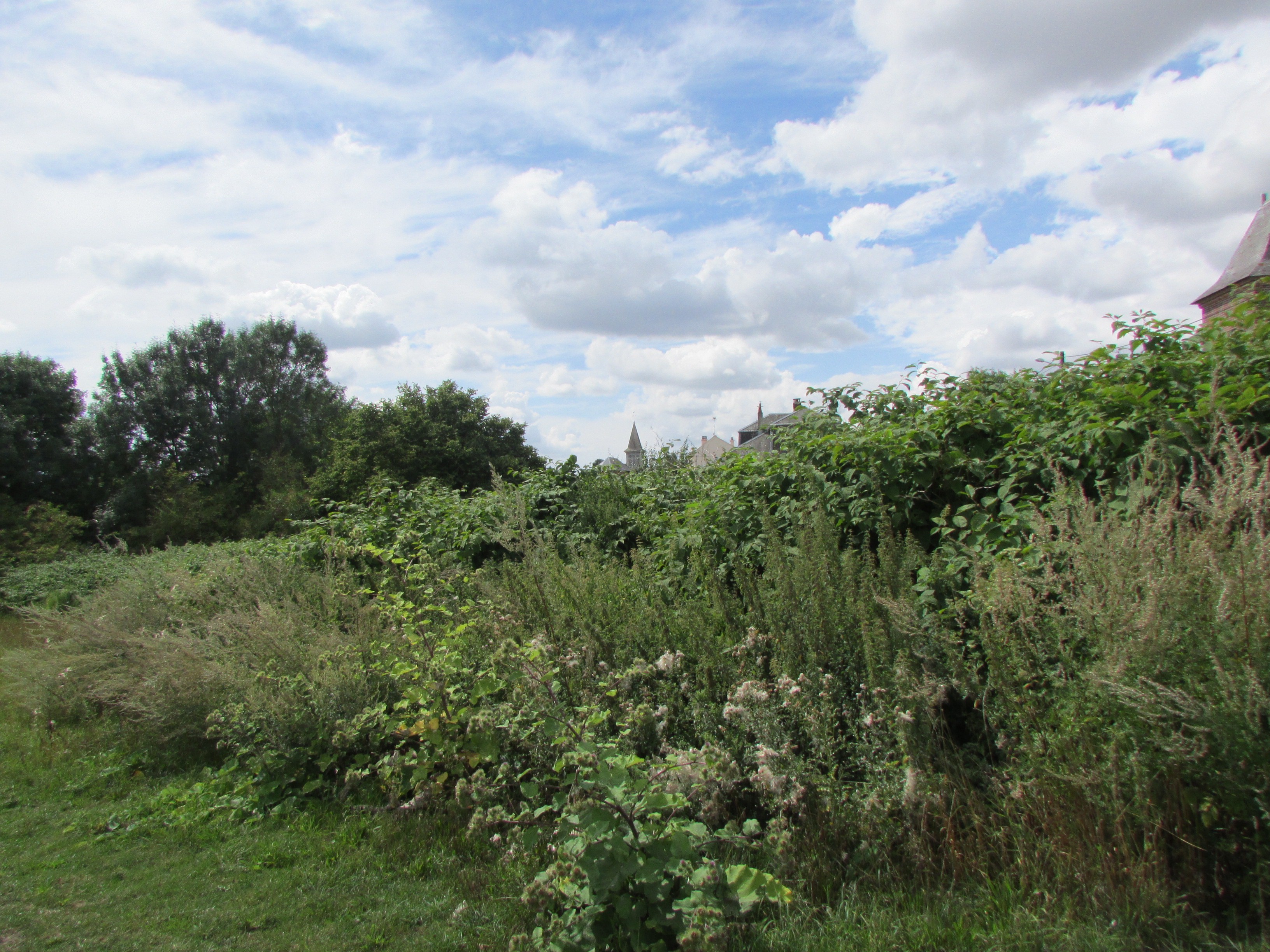
Le clocher de l'église dans la verdure.

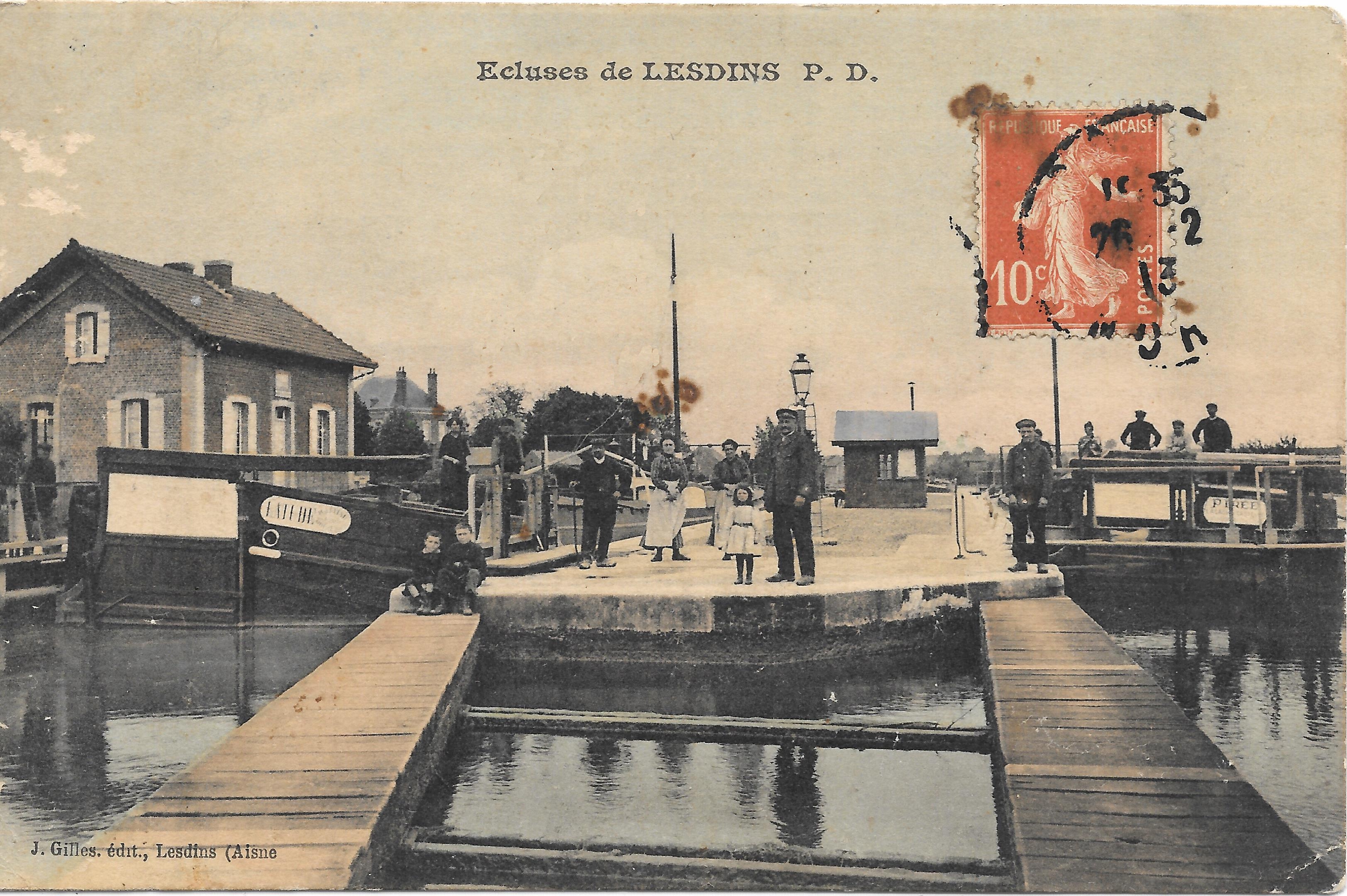
Carte postale de l'écluse de Lesdins en 1913.
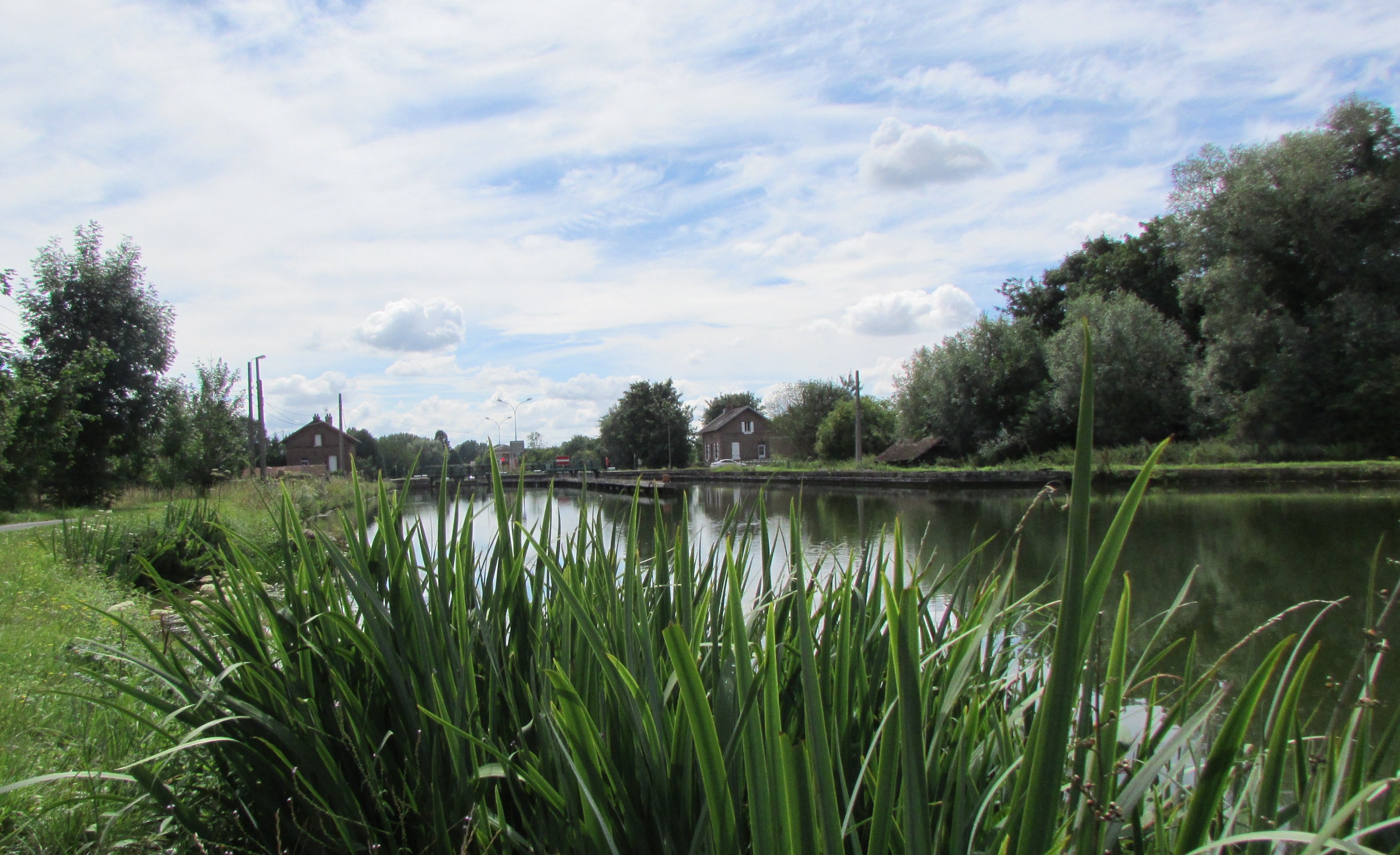
L'écluse no 18.
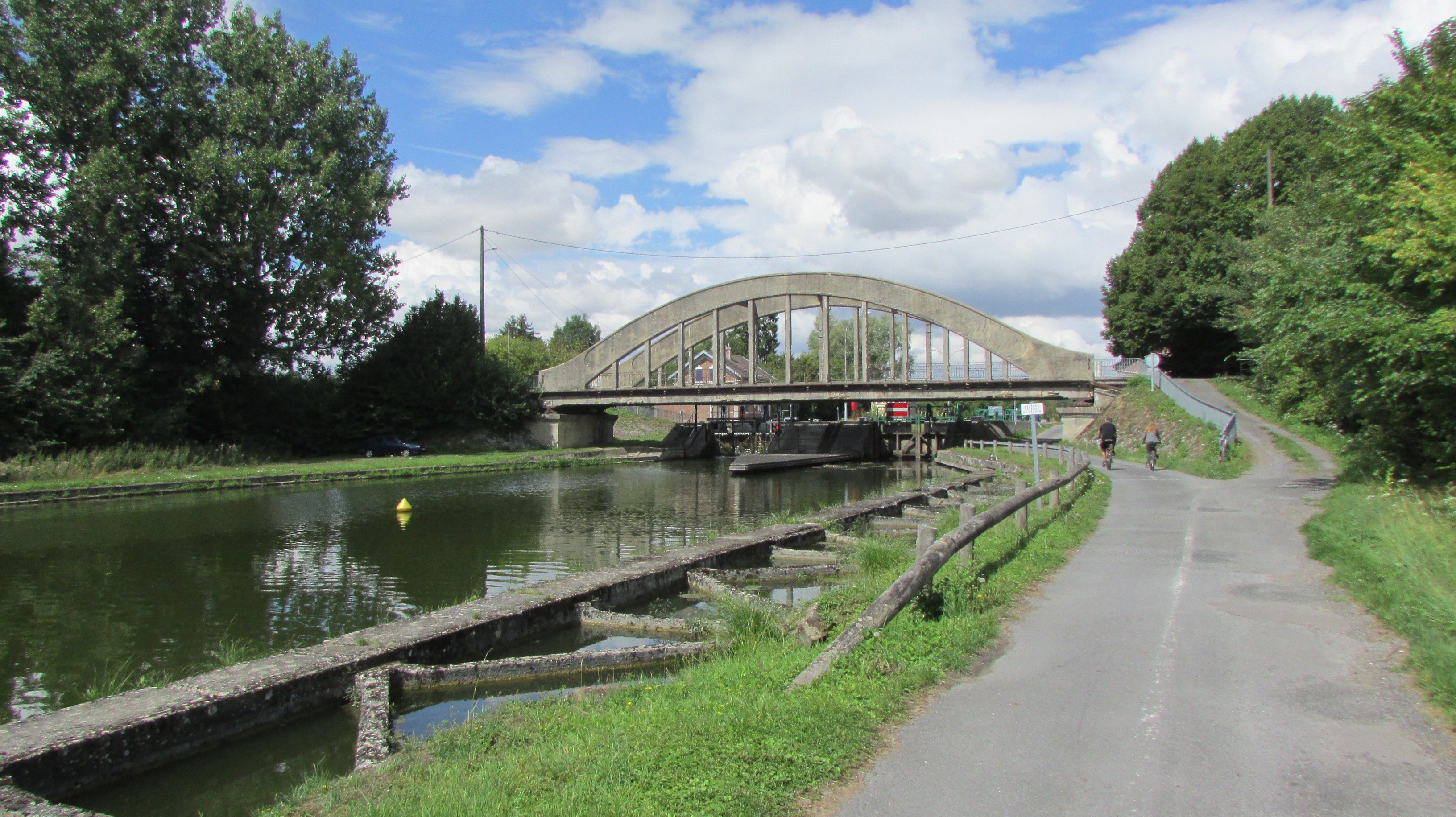
Le canal et le vieux pont.
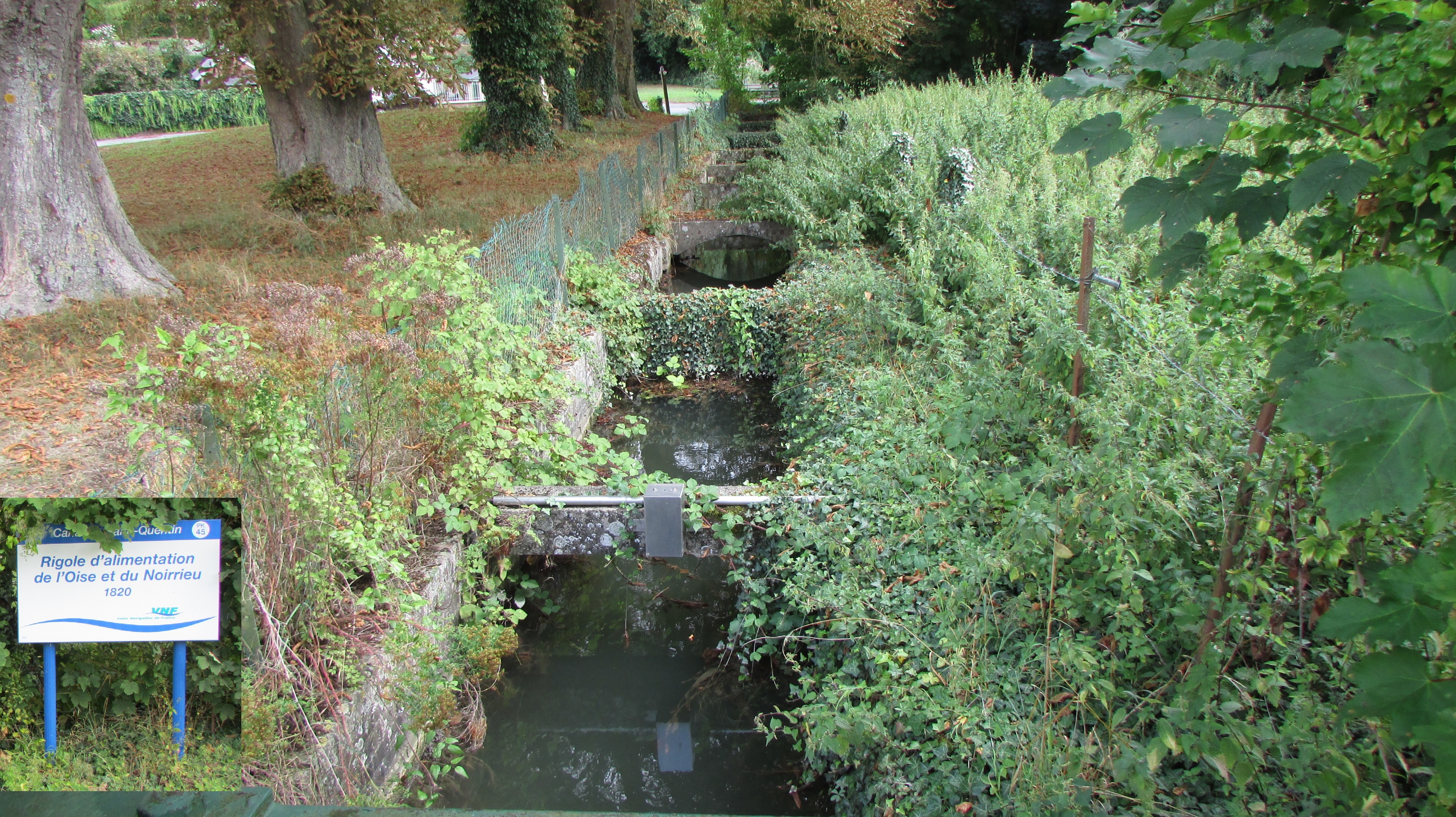
La rigole du Noirieux qui alimente le canal.
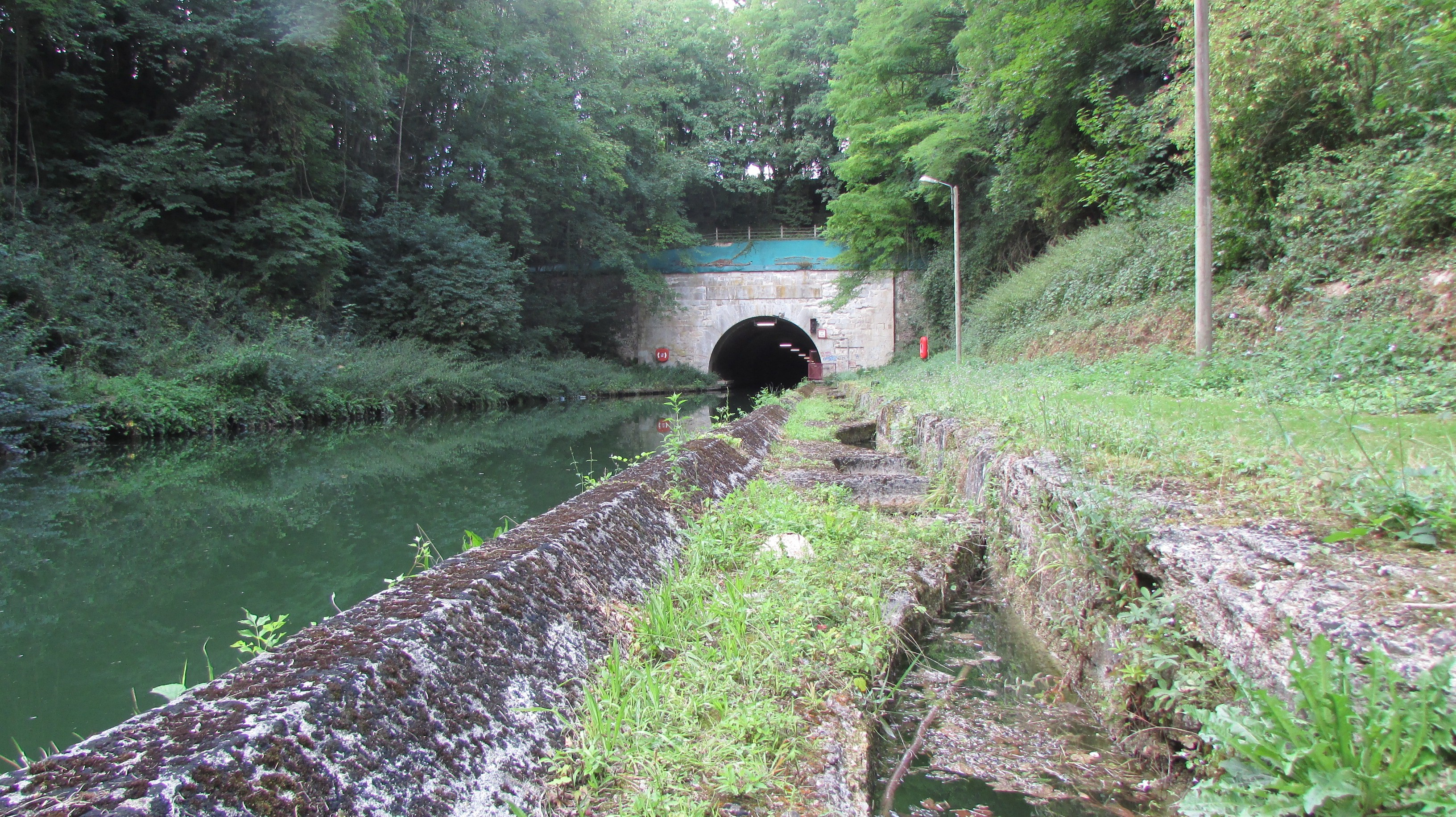
L'entrée du souterrain du Tronquoy.
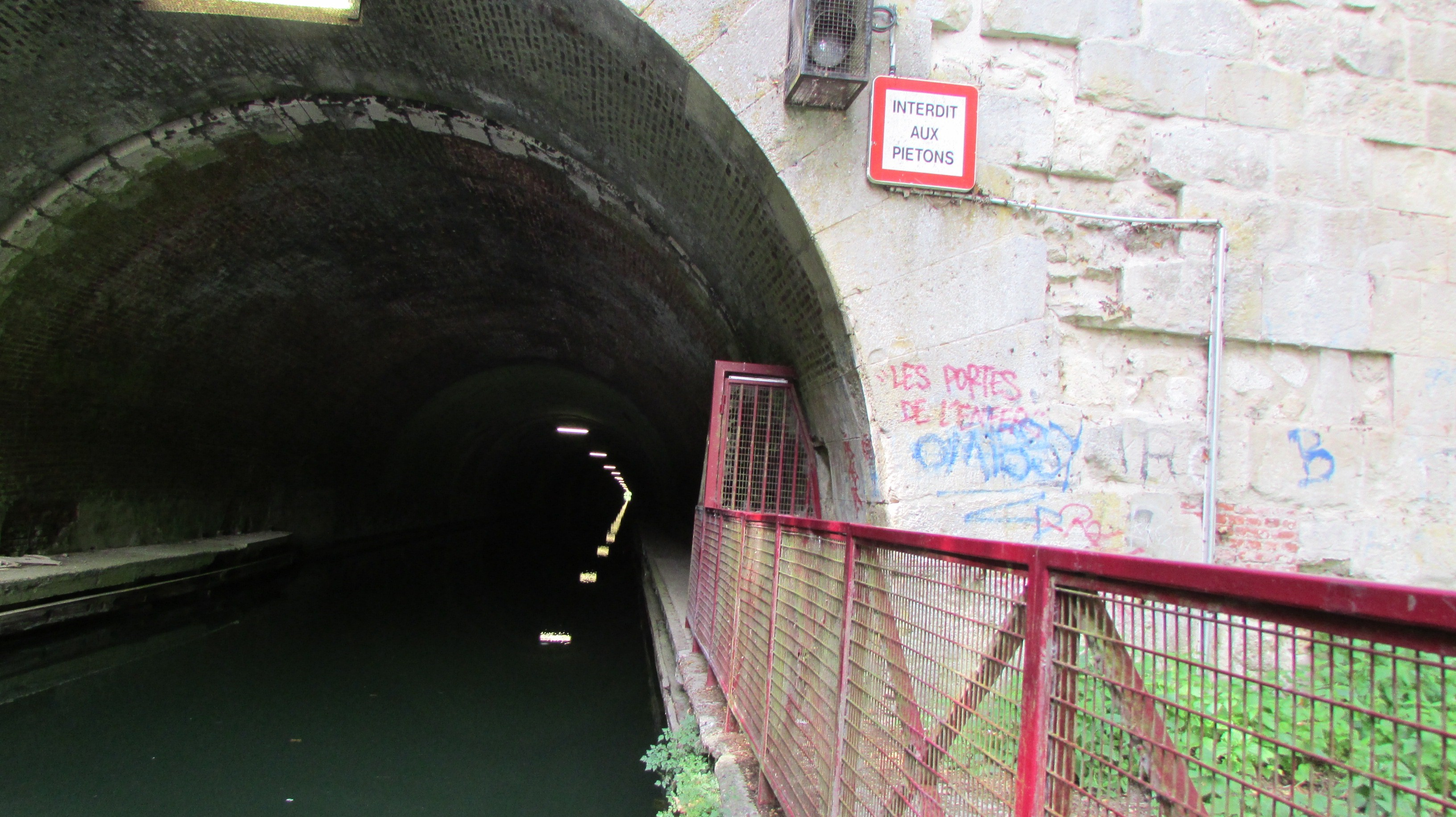
Le souterrain du Troquoy ; on aperçoit son extrémité à 1 086 m du côté de Lehaucourt.

### Personnalités liées à la commune
- Jack Baillet (1921-2007) : médecin né à Lesdins.

### Héraldique
| Blason de Lesdins | Blason  | Écartelé : au 1er d'azur à quatre fleurs de lys d'or, au 2e de gueules à deux gerbes de blé d'or, liées de sinople et rangées en bande, au 3e de sinople au lion contourné d'or, au 4e d'argent à trois merlettes de sable, le tout sommé d'un comble d'argent chargé de l'inscription « LESDINS » en lettres capitales de sable. |
| Blason de Lesdins | Détails | Adopté par la municipalité. |